# EMD SW1

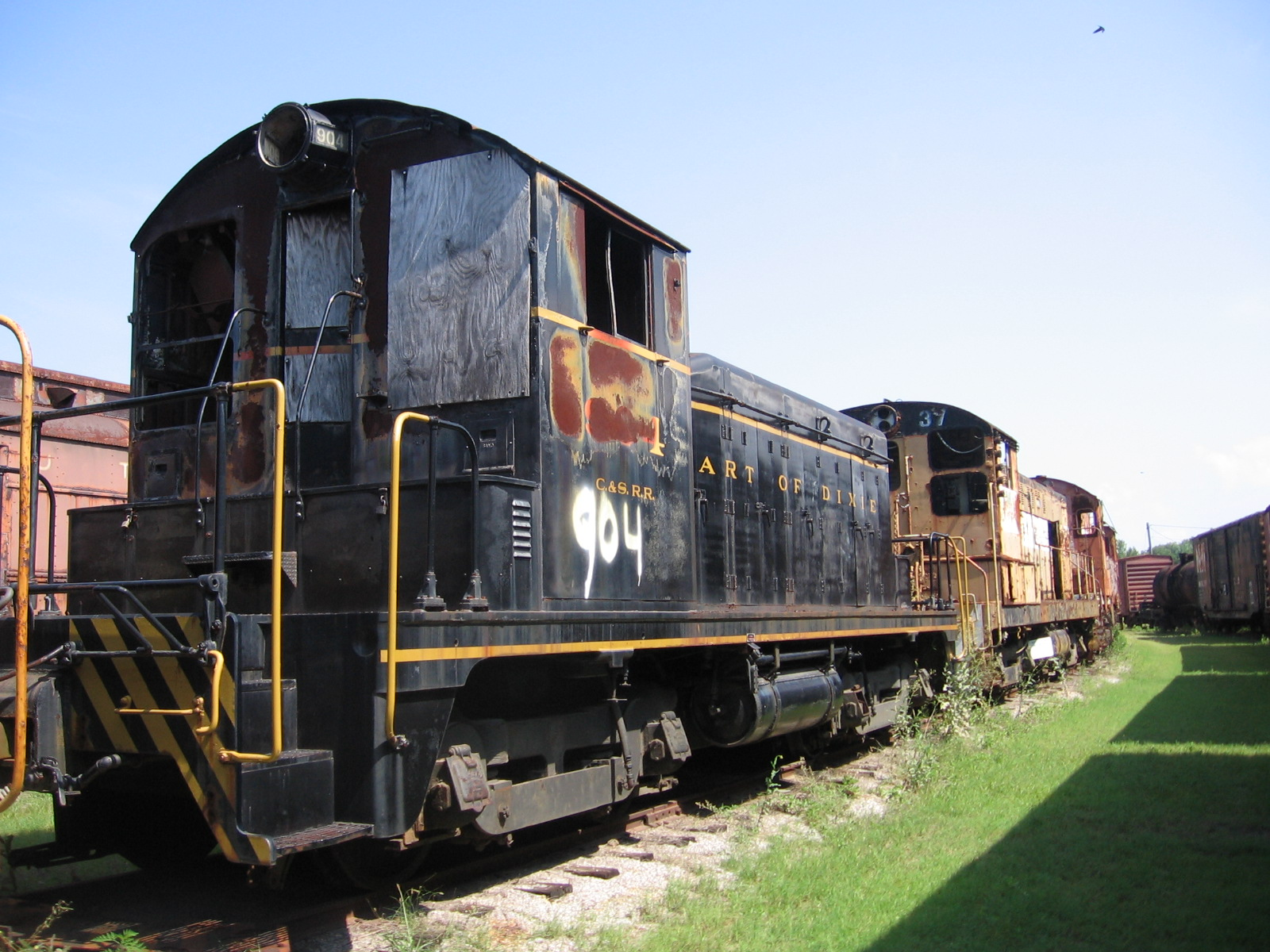
Un SW1 au Heart of Dixie Railroad Museum à Calera, Alabama.

Les EMD SW1 sont une série de locotracteurs diesel électriques de manœuvres de 600 chevaux (450 kW) construits par General Motors Electro-Motive Corporation (EMD) entre décembre 1938 et novembre 1953.
L'assemblage final des locomotives s'est fait à LaGrange (McCook), Illinois. Le SW1 est la seconde génération de locotracteurs de 600 chevaux produite par EMD, succédant au SC (châssis moulé) et au SW (châssis soudé). Le changement le plus significatif par rapport aux modèles antérieurs est l'utilisation d'un moteur conçu par EMD, le moteur EMD 567, ici dans la configuration V6 de 600 chevaux (450 kW).
661 locomotives de ce type ont été produites, malgré la suspension de la production entre 1942 et 1945 par le War Production Board, car les moteurs EMD 567 ont été utilisés par ailleurs, notamment sur les navires Landing Ship Tank de l'U.S. Navy.

## Motorisation et transmission
Le SW1 introduit la version à six cylindres du moteur 567 (plus tard le 567A) dans la série des locotracteurs EMC/EMD. Développant 600 chevaux à 800 tours par minute, ce moteur est resté en production jusqu'en 1966. Conçu spécialement pour des locomotives, il s'agit d'un moteur sur-alimenté à deux rangées de cylindres disposées en V à 45 degrés, avec un alésage de 8 1/2" (21,59 centimètres) par un déplacement de 10" (25 centimètres), donnant un volume de 567 pouces cubiques de déplacement par cylindre. Une génératrice à courant direct fournit de l'électricité à quatre moteurs, deux installés sur chaque bogie. Le SW1, comme la plupart des locotracteurs EMD, utilise un bogie de type A, normalisé par l'Association of American Railroads. À partir de 1939, EMC/EMD produit l'ensemble des composants nécessaires à la fabrication,.

## Changements dans la production
Comme la plupart des séries de locomotives produites sur une longue période, un certain nombre de changements sont intervenus sur les SW1 pendant leur production. Les machines produites après 1945 ont ainsi été améliorées notamment par l'utilisation du moteur 567A.
Un moyen simple de reconnaître les séries est de regarder la forme des fenêtres centrales sur la cabine au-dessus du capot, à l'origine courbées pour suivre la forme de la toiture, puis droites après le milieu des années 1950. Un autre moyen est de regarder le joint entre le capot et la cabine, composé d'un double joint sur les premières unités, remplacé par un simple joint sur les unités suivantes. Les premières unités étaient équipées d'un échappement trapu, qui gênait la visibilité de l'équipe de conduite. Toutes les unités suivantes ont été livrées avec l'échappement conique standard des locomotives de manœuvres d'EMD. Les toutes premières unités ont un seul gros fanal, les unités suivantes sont elles équipées d'un fanal à deux lampes accolées.

## Identification
Le SW1 est assez similaire aux séries SC et SW qui le précèdent, mais a seulement une cheminée au lieu de deux un capot plus court et une plateforme arrière plus large, pas de petites persiennes hautes vers l'avant du capot, et une large grille à la place de clapets sur l'avant du capot. La sablière devant le radiateur est un petit peu plus petite sur le SW1.
Par rapport aux locotracteurs EMD fabriqués plus tard, le SW1 a un capot plus court, de larges plateformes à chaque extrémité, une seule cheminée et une sablière large en forme de cartable.

## Préservation
Le premier SW1 construit par EMC en 1939 est préservé par le California State Railroad Museum de Sacramento, Californie. Cette locomotive était utilisée par Holly Sugar à Santa Ana et Tracy en tant que locomotive n°1. La donation au musée est le fruit d'un effort coordonné entre le musée le Pacific Coast Chapter de la Railway and Locomotive Historical Society et l'entreprise Spreckels Sugar (dernier propriétaire de la machine).